# Csapody László
Zalalövői Csapody László János (Petőfalva, 1724. június 27. – Zalaegerszeg, 1791. október 9.) jezsuita rendi tanár, költő, zalalövői Csapody Lajos bátyja volt. Unokaöccse, zalalövői Csapody Gábor (1760–1825), Somogy vármegye alispánja volt.

## Élete
Az előkelő nemesi zalalövői Csapody család sarja. Szülei zalalövői Csapody Ferenc (1689-1762) és szentviszlói Deseő Máriát (†1756) voltak. Apai nagyszülei zalalövői Csapody István (†1703), a zalalövői várkapitány és osztopáni Perneszy Zsófia (fl. 1651–1702) voltak. 1740-ben lépett a jezsuita rendbe és Trencsénben végezte a hittudományi tanfolyamot; később Győrött tanította a bölcseletet, a bécsi therezianumban a magyar nyelvet, Budán az erkölcsi hittant; azután a budai, győri és soproni társházban hitszónok volt. A rend feloszlatása után (1773) Sopronba vonult vissza.

## Munkái
- Theresias. Tyrnaviae, 1750 (költemény)
- Laudatio funebris excell. d. com. Joannis Pálffy ab Erdőd, regni Hungariae palatini. Uo. 1751
- Historia Theumaturgae Virginis Claudiopolitanae. Uo. 1753